# Kosmos 1481
O Kosmos 1481 (em russo: Космос 1481, significado Cosmos 1481) foi um satélite soviético de sistema de alerta anti-mísseis intercontinentais. Foi desenvolvido como parte do programa Oko de satélites artificiais. O satélite foi projetado para identificar lançamentos de mísseis usando telescópios ópticos e sensores infravermelhos.
O Kosmos 1481 foi lançado em 08 de julho de 1983 do Cosmódromo de Plesetsk, União Soviética (atualmente na Rússia), através de um foguete Molniya-M. Este satélite não alcançou sua órbita de trabalho e auto-destruiu. Os detritos do satélite estão catalogados pelo NSSDC ID e pelo Satellite Catalog Number.
| COSPAR    | Satcat |
| --------- | ------ |
| 1983-070E | 14192  |
| 1983-070F | 20412  |
| 1983-070G | 26633  |
| 1983-070H | 27906  |
| 1983-070J | 27907  |
| 1983-070K | 33531  |